# Edith Agoye
Edith Olumide Alumeida Agoye est un footballeur nigérian né le 19 janvier 1976 à Lagos. 

## Carrière de joueur
- 1995-1996 : Shooting Stars Football Club ( Nigeria)
- 1996-1997 : FC Schaffhouse ( Suisse)
- 1997-déc 1998 : Rot-Weiss Essen ( Allemagne)
- jan. 1999-2001 : Espérance sportive de Tunis ( Tunisie)
- 2002-2004 : Shooting Stars Football Club ( Nigeria)
- 2004-2005 : Hapoël Bnei Sakhnin ( Israël)
- 2005-jan. 2006 : Maccabi Herzliya ( Israël)
- 2007-déc. 2007 : Julius Berger Football Club ( Nigeria)
- jan. 2008-2008 : Enyimba International Football Club ( Nigeria)
- 2008-2009 : Shooting Stars Football Club ( Nigeria)[1]

## Palmarès
- Championnat de Tunisie de football : 1999, 2000
- Coupe de Tunisie de football : 1999

## Carrière d'entraineur
- depuis oct. 2017 : Shooting Stars Football Club ( Nigeria)